# Droga krajowa nr 43 (Polska)
Droga krajowa nr 43 (DK43) – droga krajowa klasy G przebiegająca przez województwa: łódzkie, opolskie i śląskie o długości 61,7 km. Łączy Wieluń z Częstochową. Droga ma wspólny odcinek z drogą nr 42 pomiędzy Rudnikami a Jaworznem o długości ok. 4 km.

## Dopuszczalny nacisk na oś
Od 13 marca 2021 roku na drodze dozwolony jest ruch pojazdów o nacisku pojedynczej osi napędowej do 11,5 tony.

### Do 13 marca 2021 r.
Wcześniej na całej długości drogi krajowej nr 43 był dopuszczalny ruch pojazdów o nacisku pojedynczej osi do 10 ton.

## Historia

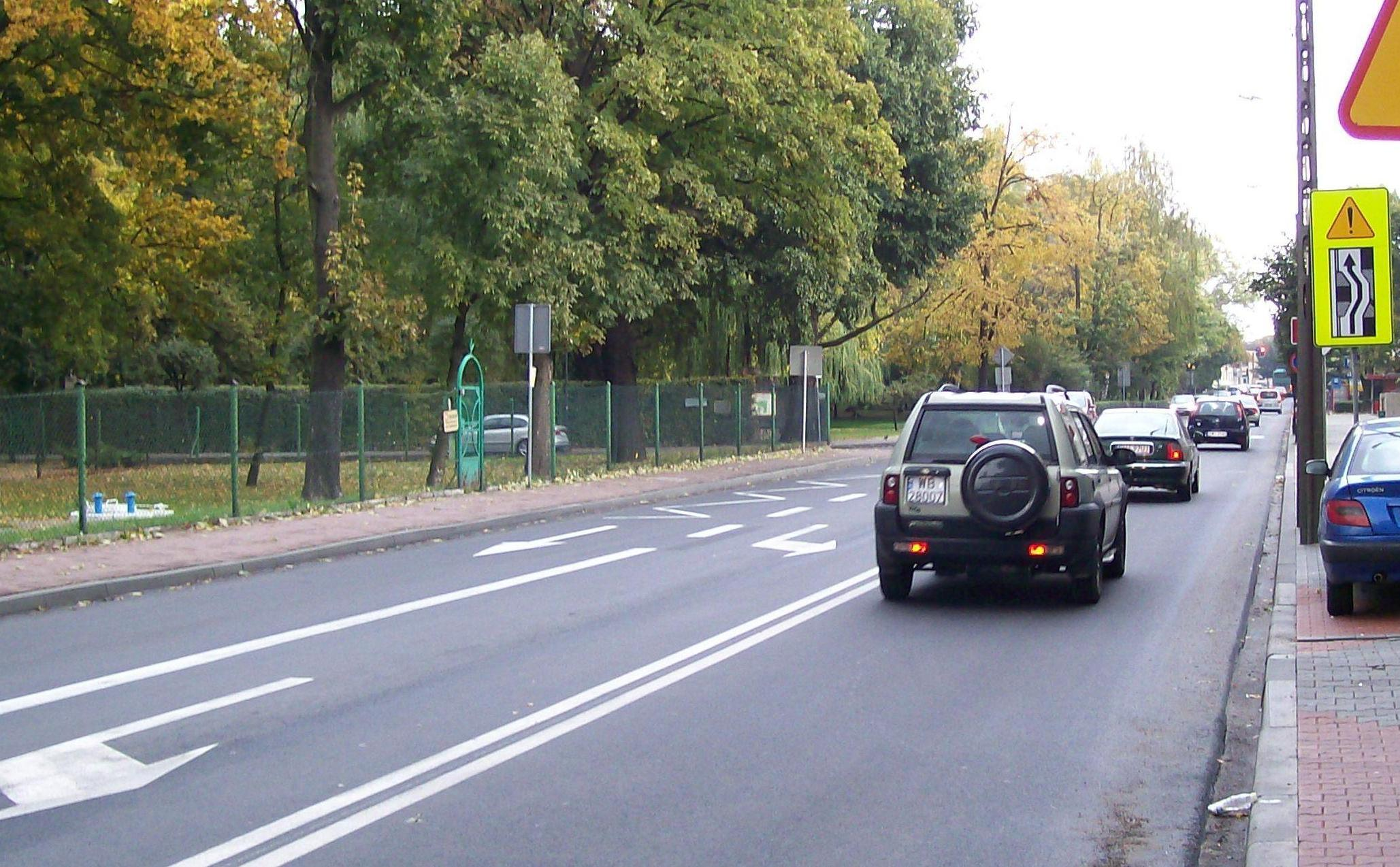
Ulica Piłsudskiego w Wieluniu

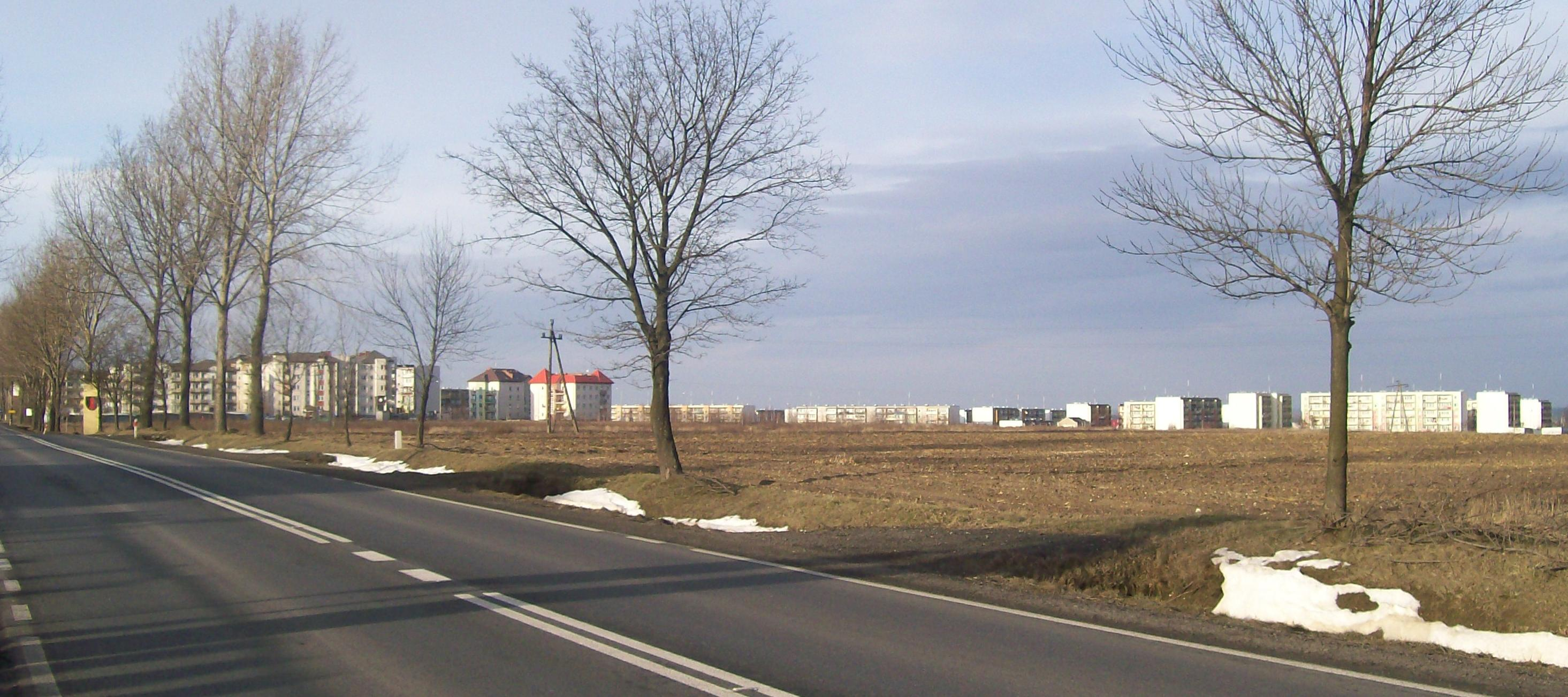
Fragment drogi 43 z widokiem na osiedle Stare Sady w Wieluniu

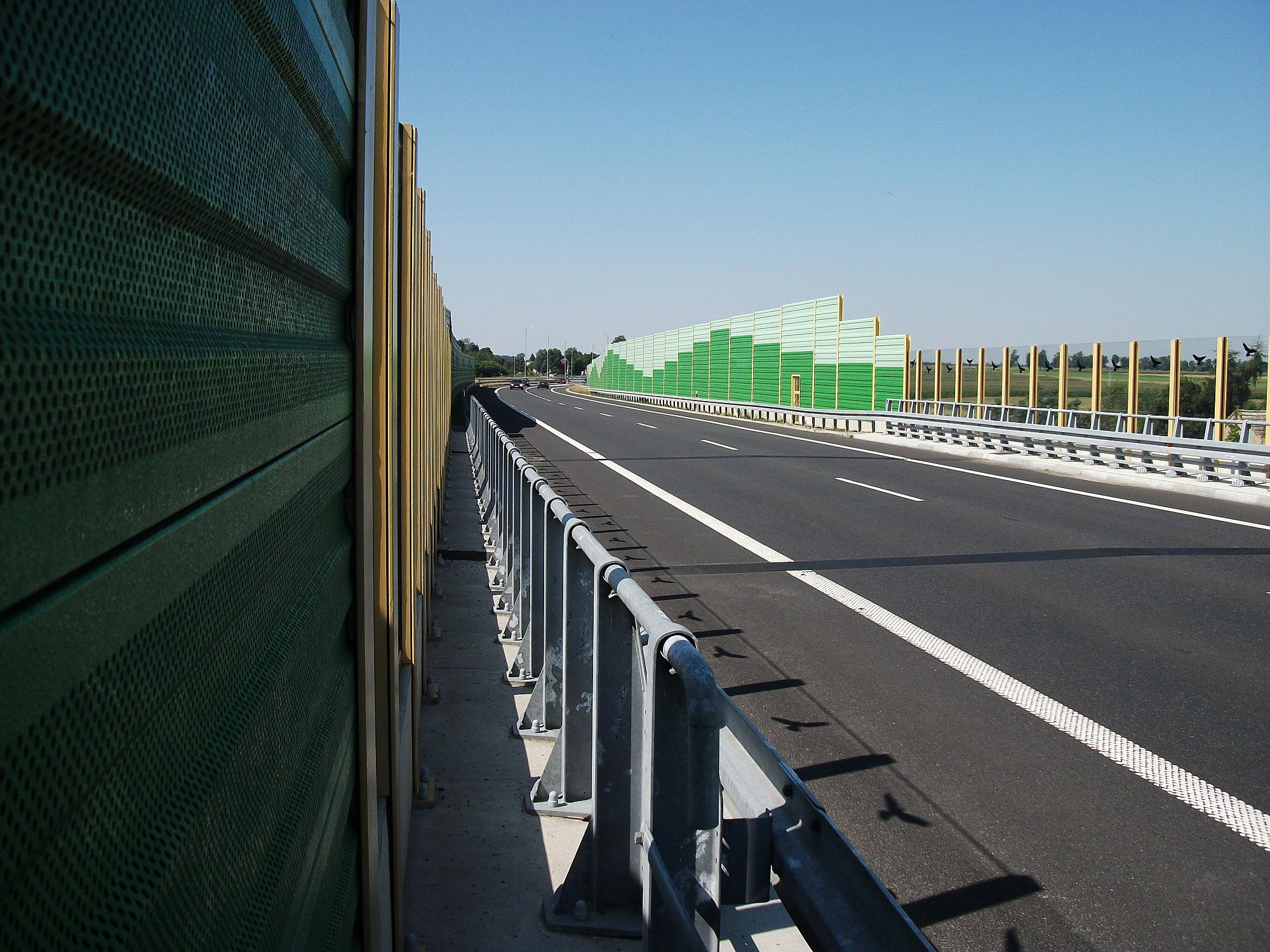
Fragment obwodnicy Krzepic

Już w połowie XIX trakt ten był drogą bitą. W okresie międzywojennym szlak ten stanowił ważne połączenie drogowe. W magazynie Drogowiec z 5 marca 1939 roku jej szlakiem wyznaczono planowaną autostradę której nigdy jednak nie zrealizowano . Następnie w czasach PRL do 1985 roku istniała jako droga państwowa, która pełniła funkcję łącznika Wielunia z ówczesnymi drogami międzynarodowymi E12 (Walichnowy) i E16 (Częstochowa). Od 1985 roku jest drogą krajową. W latach 1986–2000 numer 43 przypisany był do obecnej drogi krajowej nr 11 (Pleszew – Bytom).
W latach 2006–2007 droga została wyremontowana na odcinkach Wieluń – Kałuże oraz Dalachów – Rudniki. W latach 2007–2008 droga została przebudowana na odcinku Kłobuck – Lgota. Droga została zwężona zgodnie z wytycznymi GDDKiA, z 11 do 8 metrów, zyskała nową nawierzchnię, dobudowano drogi gospodarcze, chodniki, zatoki na przystankach autobusowych, pogłębiono po obu stronach rowy.
W listopadzie 2009 roku oddano do użytku obwodnicę miejscowości Krzepice. Obwodnica ma klasę drogi głównej przyspieszonej (GP), a w jej ciągu powstały dwa mosty, wiadukt oraz trzy skrzyżowania z wydzielonymi lewoskrętami.
Również w 2009 roku gruntownie przebudowano drogę na odcinku pomiędzy Rudnikami a Jaworznem.

### Historia numeracji
Na przestrzeni lat trasa posiadała różne oznaczenia i klasyfikacje:

| Numer | Klasyfikacja    | Przebieg                                                       | Lata obowiązywania | Źródło | Uwagi                                                                              |
| ----- | --------------- | -------------------------------------------------------------- | ------------------ | --- | ---------------------------------------------------------------------------------- |
| ?     | b.d.            | Wieluń – Rudniki – Jaworzno – Krzepice – Kłobuck – Częstochowa | do 1952            | Zygmunt Jaworski: Mapa samochodowa Polski (stan dróg) 1:1 000 000 rok 1939/1940. Wacław Pastwa (współprac.), Alojzy Świkla (oprac.). Tadeusz Musiał, 1939. Brak numerów stron w książce | nieznana numeracja                                                                 |
| 236   | droga państwowa | Wieluń – Krzepice – Kłobuck – Częstochowa                      | 1952 – 14 II 1986  | - Mapa samochodowa Polski 1:1 000 . Wyd. jedenaste. Warszawa: Państwowe Przedsiębiorstwo Wydawnictw Kartograficznych, 1972. Brak numerów stron w książce - Samochodowy atlas Polski 1:500 000. Wyd. V. Warszawa: Państwowe Przedsiębiorstwo Wydawnictw Kartograficznych, 1979. ISBN 83-7000-017-7. Brak numerów stron w książce - Samochodowy atlas Polski 1:500 000. Wyd. IX. Warszawa: Państwowe Przedsiębiorstwo Wydawnictw Kartograficznych, 1985. Brak numerów stron w książce | droga państwowa nr 236 była łącznikiem E12 w Walichnowach z E16 w Częstochowie     |
| 489   | droga krajowa   | Wieluń – Krzepice – Kłobuck – Częstochowa                      | 14 II 1986 – 2000  | - Uchwała nr 192 Rady Ministrów z dnia 3 grudnia 1985 r. w sprawie zaliczenia dróg do kategorii dróg krajowych (M.P. z 1986 r. nr 3, poz. 16) - Polska: Atlas samochodowy 1:300 000. Wyd. pierwsze. Warszawa: Polskie Przedsiębiorstwo Wydawnictw Kartograficznych, 1992. ISBN 83-7000-080-0. Brak numerów stron w książce - Polska: Mapa samochodowa 1:700 000. Wyd. 1. Szczecin: Wydawnictwo Kartograficzne KOMPAS, 1996/1997. ISBN 83-904373-2-5. Brak numerów stron w książce - Rozporządzenie Rady Ministrów z dnia 15 grudnia 1998 r. w sprawie ustalenia wykazu dróg krajowych i wojewódzkich (Dz.U. z 1998 r. nr 160, poz. 1071) – wykaz dróg krajowych przed rokiem 2000 | dozwolony ruch ciężki – dopuszczalny nacisk na oś do 10 ton                        |
| 43    | droga krajowa   | Wieluń – Rudniki – Kłobuck – Częstochowa                       | od 2000            | - Zarządzenie nr 6 Generalnego Dyrektora Dróg Publicznych z dnia 9 maja 2000 r. w sprawie nowych numerów dróg krajowych, [w:] Rzeczpospolita [online], 4 lipca 2000. - Polska: Mapa samochodowa 1:700 000. Wyd. XXVII. Dom Wydawniczy PWN, 2016. ISBN 978-83-7705-942-5. Brak numerów stron w książce - Polska: Atlas samochodowy 1:200 000 dla profesjonalistów. Wyd. IX. Warszawa: Dom Wydawniczy PWN, 2017. ISBN 978-83-7705-978-4. Brak numerów stron w książce | 1. ograniczenia dla ruchu ciężkiego 2. lokalne zmiany przebiegu: obwodnica Krzepic |

## Stan obecny
GDDKiA o/Katowice sfinansowała remont drogi pomiędzy Krzepicami a Kłobuckiem, w miejscowościach Opatów i Waleńczów – powstały m.in.: ciągi pieszo-rowerowe, wydzielone pasy do skrętu w lewo, wzmocniona została konstrukcja jezdni.
Łódzki oddział GDDKiA, zaplanował przebudowę jedynego niewyremontowanego odcinka drogi 43 na terenie województwa łódzkiego. Odcinek ten, składa się z wieluńskich ulic: Piłsudskiego oraz fragmentu Krakowskiego Przedmieścia. W tym celu dwukrotnie ogłoszono przetarg na wykonanie dokumentacji na przebudowę. Żadnego z przetargów nie udało się rozstrzygnąć, w związku z czym zdecydowano się jedynie na odnowę tego odcinka drogi. Odnowa drogi została przeprowadzona w sierpniu 2009.

## Ważniejsze miejscowości leżące na trasie 43
- Wieluń (droga nr 45) – obwodnica N-S (planowana)
- Rudniki (droga nr 42)
- Krzepice – obwodnica
- Opatów
- Kłobuck – obwodnica (planowana)
- Częstochowa (droga nr 91, droga nr 46)